# Johann Arnold Ebert

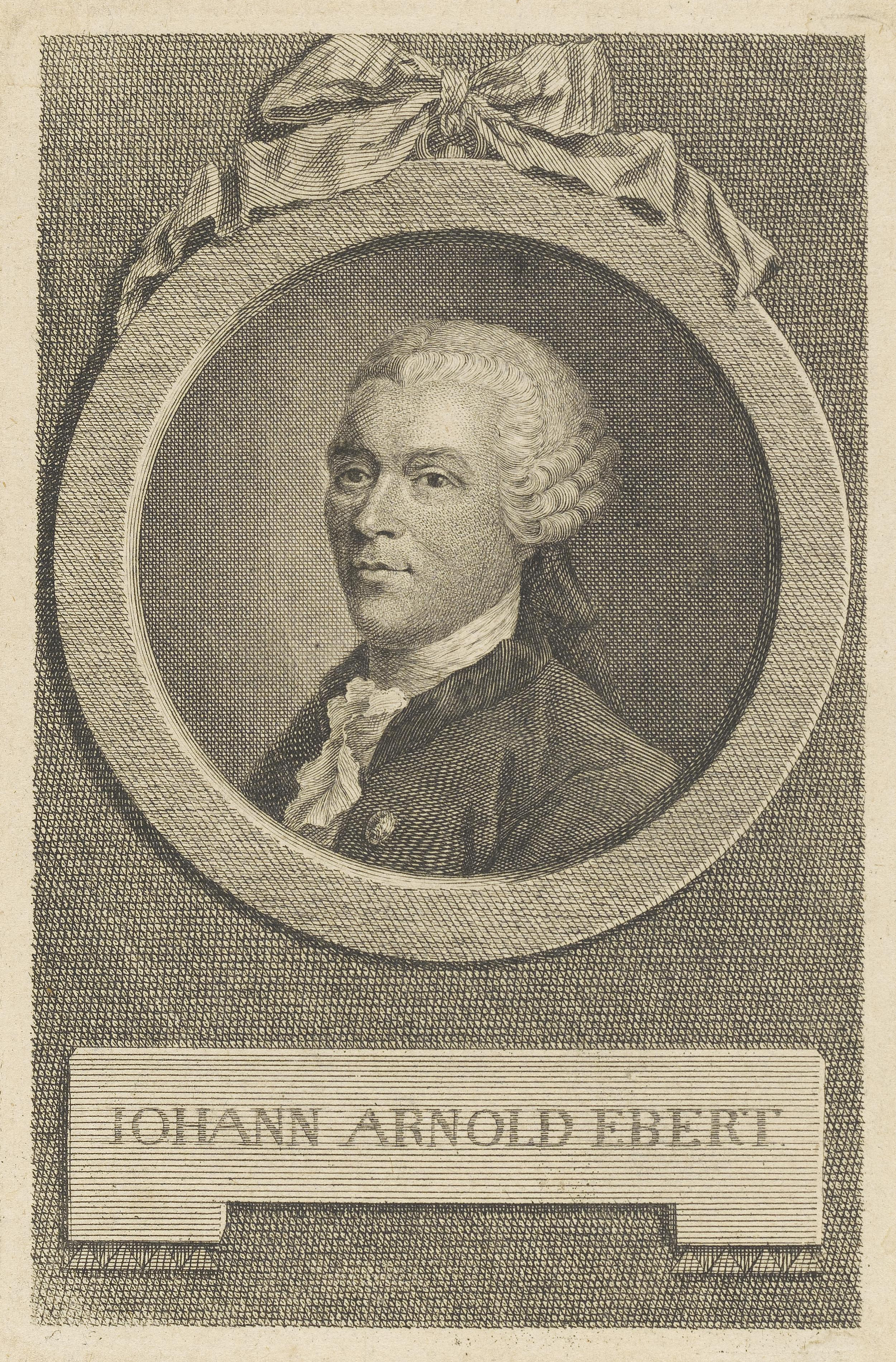
Johann Arnold Ebert

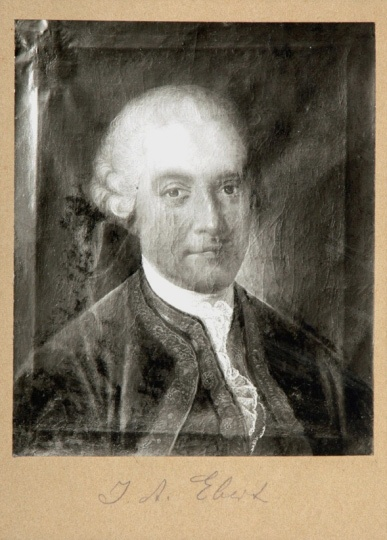
Johann Arnold Ebert, Gemälde von Benjamin Calau, 1770

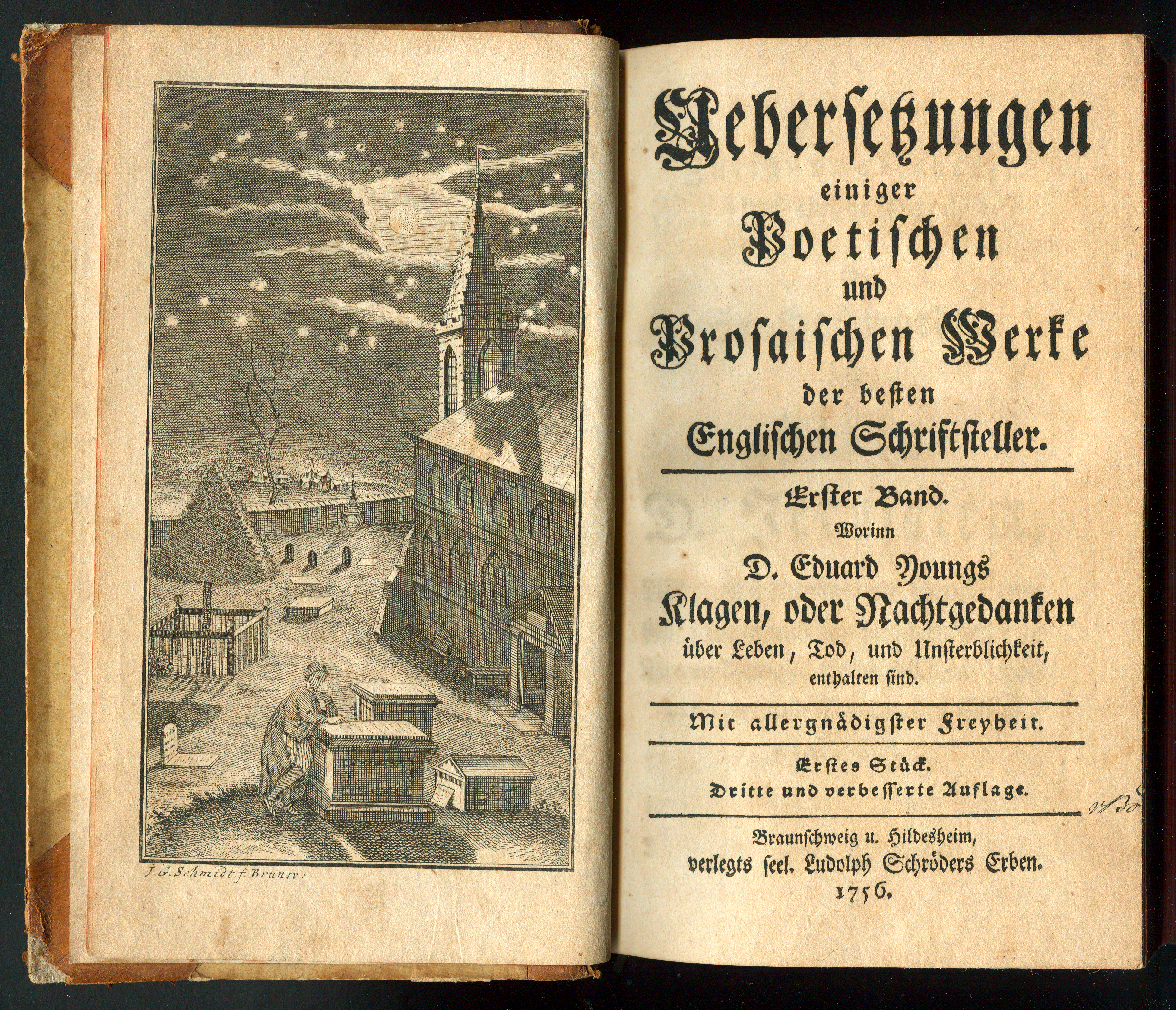
Frontispiz der dritten verbesserten Auflage (1756) von Youngs Nachtgedanken in der Übersetzung Johann Arnold Eberts

Johann Arnold Ebert (* 8. Februar 1723 in Hamburg; † 19. März 1795 in Braunschweig) war ein deutscher Schriftsteller und Übersetzer.

## Leben
Der Sohn eines Stadtsoldaten besuchte das Hamburger Johanneum und anschließend das dortige akademische Gymnasium. Ebert wurde in seiner Jugend stark von dem Dichter Friedrich von Hagedorn beeinflusst, der ihn förderte und sein Interesse für die englische Sprache und Literatur bestärkte. Er studierte seit 1743 zunächst Theologie in Leipzig, zog jedoch durch Veröffentlichung einer Serenade den Unwillen der hamburgischen Kirchenbehörde auf sich und brach dieses Studium ab. Er wechselte dann zur Philologie und wurde in den Kreis der Bremer Beiträge aufgenommen, an deren literarischen Bestrebungen er großen Anteil hatte. Während seiner Leipziger Studienzeit stand er auch in Kontakt zu dem literarischen Gottsched-Kreis.
Im Jahre 1748 wurde er durch Vermittlung seines Freundes Karl Christian Gärtner Hofmeister am Braunschweiger Collegium Carolinum, wo ihm bald der Unterricht in der englischen Sprache übertragen wurde. Auch den Erbprinzen Karl Wilhelm Ferdinand unterrichtete er in englischer Sprache. Mit den bedeutenden Literaten, die damals in Braunschweig und Umgebung lebten, mit Justus Friedrich Wilhelm Zachariae, Johann Friedrich Wilhelm Jerusalem, Karl Christian Gärtner und Konrad Arnold Schmid, später mit Johann Joachim Eschenburg und Gotthold Ephraim Lessing (zu dessen Berufung an die Herzog August Bibliothek in Wolfenbüttel er maßgeblich beitrug) stand er in freundschaftlichem Kontakt. Im Jahre 1753 wurde er ordentlicher Professor und hielt auch Vorlesungen über Gelehrtengeschichte. 1770 übernahm Eschenburg diese Vorlesungen, wogegen Ebert den Unterricht in der griechischen Sprache erhielt. 1773 heiratete er Louise Gräfe, Tochter des Kammerrats und Komponisten Johann Friedrich Gräfe. Im Jahre 1775 erhielt er ein Kanonikat am St. Cyriakusstift, 1780 wurde er zum Hofrat ernannt. Ebert starb 1795 in Braunschweig und wurde auf dem Martinifriedhof bestattet.
Eberts Bedeutung beruht weniger auf seinen eigenen lyrischen Werken als auf seiner Rolle als Kultur- und Literaturvermittler. Großen Einfluss hatte vor allem seine Übersetzung von Edward Youngs Nachtgedanken aus dem Englischen, die eine schwärmerische Begeisterung für Young und eine große Zahl von Nachahmungen hervorrief. Ebert machte sich damit um die Rezeption englischsprachiger Literatur im deutschen Sprachraum verdient.

## Werke
- Johann Arnold Ebert: Episteln und vermischte Gedichte. Hamburg 1789